# Emma Hurst
Emma Hurst (* 21. Juni 1996) ist eine ehemalige britische Tennisspielerin.

## Karriere
Hurst spielte vor allem Turniere auf der ITF Women’s World Tennis Tour, wo sie einen Doppeltitel gewann.
Im August 2014 gewann sie zusammen mit Joely Thomas den Titel der U18 im Doppel bei den nationalen britischen Tennismeisterschaften.
2015 erreichte sie mit Partnerin Elaine Genovese bei den AEGON GB Pro-Series Barnstaple im Damendoppel das Viertelfinale.
Im Oktober 2016 gewann sie zusammen mit Laura Sainsbury ihren ersten und einzigen Titel im Doppel eines ITF-Turniers sowie die Goldmedaille bei den BUCS (British Universities & Colleges Sport) Individual Tennis Championships.
Sie spielte für das Team Bath der University of Bath und auch für die Nationalauswahl Großbritanniens der Studenten, mit der sie bei der Sommer-Universiade 2017 die Goldmedaille im Teamwettbewerb gewann.
Nach ihrer aktiven Karriere arbeitet Emma Hurst als Physiotherapeutin.

## Turniersiege

### Doppel
| Nr. | Datum           | Turnier    | Kategorie   | Belag     | Partnerin       | Finalgegnerinnen     | Ergebnis         |
| --- | --------------- | ---------- | ----------- | --------- | --------------- | -------------------- | ---------------- |
| 1.  | 1. Oktober 2016 | Roehampton | ITF $10.000 | Hartplatz | Laura Sainsbury | Libby Muma Eva Siska | 4:6, 6:3, [10:4] |